# سونن قدوس
جعفر الصادق (المتوفى 957 هـ) الشهير باسم سونن قدوس (بالإندونيسية: Sunan Kudus)‏ إمام وفقيه وتاجر وواحد من أبرز الأولياء التسعة بجزيرة جاوة الإندونيسية. ساهم في تقريب وتعريف الإسلام للمجتمع الجاوي الهندوسي من خلال دمج القيم الإسلامية مع العادات والطقوس الدينية الهندوسية. فتأثر بأسلوب دعوته الجاويون واعتنق الكثير منهم الديانة الإسلامية وأخذوا يقصدونه لحل مشاكلهم الاجتماعية والاقتصادية. وهو من قام بتأسيس مسجد منارة قدوس ذو الهندسة المعمارية الهندوسية.

## نسبه
جعفر الصادق بن عثمان حاجي بن علي المرتضى بن إبراهيم أسمورو بن جمال الدين الحسين بن أحمد بن عبد الله عظمة خان بن عبد الملك بن علوي عم الفقيه المقدم بن محمد صاحب مرباط بن علي خالع قسم بن علوي بن محمد بن علوي بن عبيد الله بن أحمد المهاجر بن عيسى بن محمد النقيب بن علي العريضي بن جعفر الصادق بن محمد الباقر بن علي زين العابدين بن الحسين السبط بن علي بن أبي طالب، وعلي زوج فاطمة بنت محمد ﷺ.
فهو الحفيد 23 لرسول الله محمد ﷺ في سلسلة نسبه.